# Anne Ross
Anne Ross (* 17. März 1985 in Dersum) ist eine deutsche Sängerin. 

## Karriere

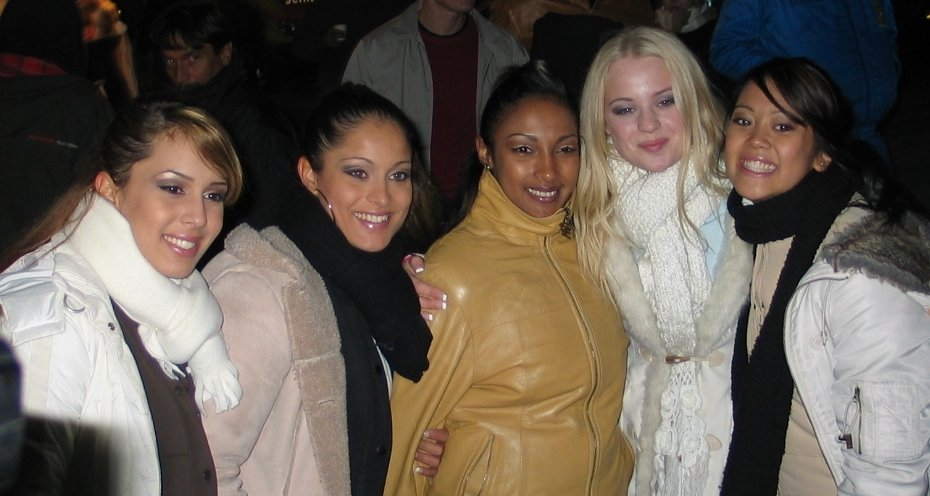
Anne Ross (2. v. r.)

Im Jahr 2003 nahm Ross an der 3. Staffel der Castingshow Popstars teil. Ross erreichte bei ihrem ersten Casting in Köln nicht die zweite Runde und besuchte daraufhin das Casting in Hamburg, wo sie in der Folge bis in die Finalshow vordrang.
Ursprünglich sollten die Preluders, welche im Finale von Popstars ihren männlichen Konkurrenten von Overground unterlagen, zu viert auftreten. Ross wurde jedoch von den Produzenten nachnominiert.
Die Erstveröffentlichungen der Preluders konnten sich sehr erfolgreich in den Charts platzieren. Die Single Everyday Girl schaffte es bis auf Platz eins der deutschen Single-Charts; das Album Girls in the House erreichte Platz zwei. Der Erfolg war jedoch von kurzer Dauer, keine weitere Single der Preluders schaffte es in die Top-20. 2005 verließ Ross die Band und wurde durch Patricia „Trish“ Sadowski ersetzt. Die Preluders lösten sich 2006 auf.
Nach ihrer Trennung von den Preluders versuchte Ross mit dem Popduo Milk & Honey an die vergangenen Erfolge anzuknüpfen. Die erste Single Habibi (Je t'aime) erreichte Platz 16 der deutschen Singlecharts, die zweite Single Didi Platz 38.  Das erste Album Elbi erschien am 19. Oktober 2007.
Im Jahr 2008 begann sie ihr Studium an der Hochschule Osnabrück im Studienprogramm Betriebswirtschaft und Management.
Sie ist mit Meiko Reißmann, ehemaliges Mitglied von Overground, verheiratet.